# Coded Mark Inversion
El código CMI (Codec Mark Inversion) es un código en línea en banda base, cuyo objetivo al igual que otros códigos de línea es:
- Mínima componente continua.
- Máximo número de cambios de nivel
- Mínima frecuencia o ancho de banda para una velocidad de bits.
- Detención y corrección de errores.

El nombre CMI, proviene de la nomenclatura marca=1 y espacio=0

## Funcionamiento

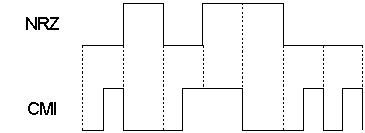
CMI código de línea para la Banda Base.

- El bit 0:se codifica con un cambio de polaridad negativa a positiva (V- a V+), en la mitad del intervalo del bit.
- El bit 1:se codifica con polaridad positiva y negativa alternativamente y sin transición en la mitad del intervalo.

El código CMI, anula la componente continua. La inserción del reloj de sincronismo en los ceros, mediante la transición de la señal entre dos niveles o estados opuestos, hace que su velocidad de línea sea el doble del régimen binario(R).
Este código CMI(Code Mark Inversion), se utiliza en el múltiplex de 140 Mbps de la interfaz G.703 de la JDP (Jerarquía Digital Plesiócrona).